# Хольц, Ида
Ида Хольц Бард (род. 30 января 1935, Монтевидео) — уругвайский инженер, учёный-компьютерщик, профессор и исследовательница, известная как пионер в области компьютерных наук и Интернета.

## Биография
Будучи родом из еврейской семьи польского происхождения, с 18 до 22 лет Ида Хольц жила в Израиле, где служила в армии и работала в кибуце.
Когда она вернулась в Уругвай, она хотела изучать архитектуру, но не могла себе этого позволить, потому что работала днем. Ида начала преподавать математику в Instituto de Profesores Artigas. Там профессор математической логики пригласил её пройти курс в области вычислений, предлагаемый Университетом Республики.
В начале 1970-х Хольц была в одном из первых поколений уругвайских студентов-информатиков, обучавшихся на инженерном факультете Университета Республики.
В 1964 году она вышла замуж за художника Анхело Эрнандеса, посвятившего себя современной живописи и присоединившегося к Мастерской Торреса Гарсии. В 1976 году они уехали в Мексику. В этот период Хольц работала в Главном управлении экономической и социальной политики. Позже она работала в Национальном институте статистики. Мексиканское правительство предложило ей пост директора института, но она уже решила вернуться в Уругвай.
В 1986 году она баллотировалась на пост директора Центральной информационной службы Университета Республики (SECIU) и добилась успеха. С этой должности Ида Хольц руководила развитием Интернета в Уругвае с начала 1990-х годов. С тех пор она играет заметную роль в развитии и развитии информационных и коммуникационных технологий в Уругвае. С 2005 года работала в Agency for Development of Electronic Government and Society of Information and Knowledge (AGESIC), также была одним из покровителей проекта Ceibal.
Хольц известна тем, что выступила против конференции в Рио-де-Жанейро в 1991 году, на которой Соединённые Штаты и Европа навязали свои полномочия на латиноамериканском уровне зарождающейся глобальной сети.
Под её руководством в 1994 году SECIU установила первый интернет-узел в Уругвае.

## Награды и отличия
В 2009 году Ида Хольц получила награду Lifetime Achievement Award, присуждаемую Сетевым информационным центром Латинской Америки и Карибского бассейна (LACNIC) людям, которые внесли свой вклад в постоянное развитие Интернета.
В 2013 году она стала первой латиноамериканской личностью (мужчиной или женщиной), вошедшей в Зал славы Интернет-общества — инициативы, посвящённой людям, которые сыграли важную роль в развитии и укреплении Интернета.
Board of Initial and Primary Education наградил её в 2014 году Почётным ремнём в государственной школе № 4 Хосе Артигас, где инженер закончила начальное образование.
Национальная почтовая администрация выпустила в 2015 году марку из серии «Выдающиеся личности Уругвая», посвящённую Иде Хольц.
В 2017 году Хольц получила признание как пионера уругвайского Интернета в рамках празднования десятой годовщины проекта Ceibal.
Один из так называемых «отцов Интернета», Винтон Серф, на вопрос, существует ли «мать Интернета», ответил:
Да, мать интернета существует, и имя ей Ида Хольц.